# Cordita

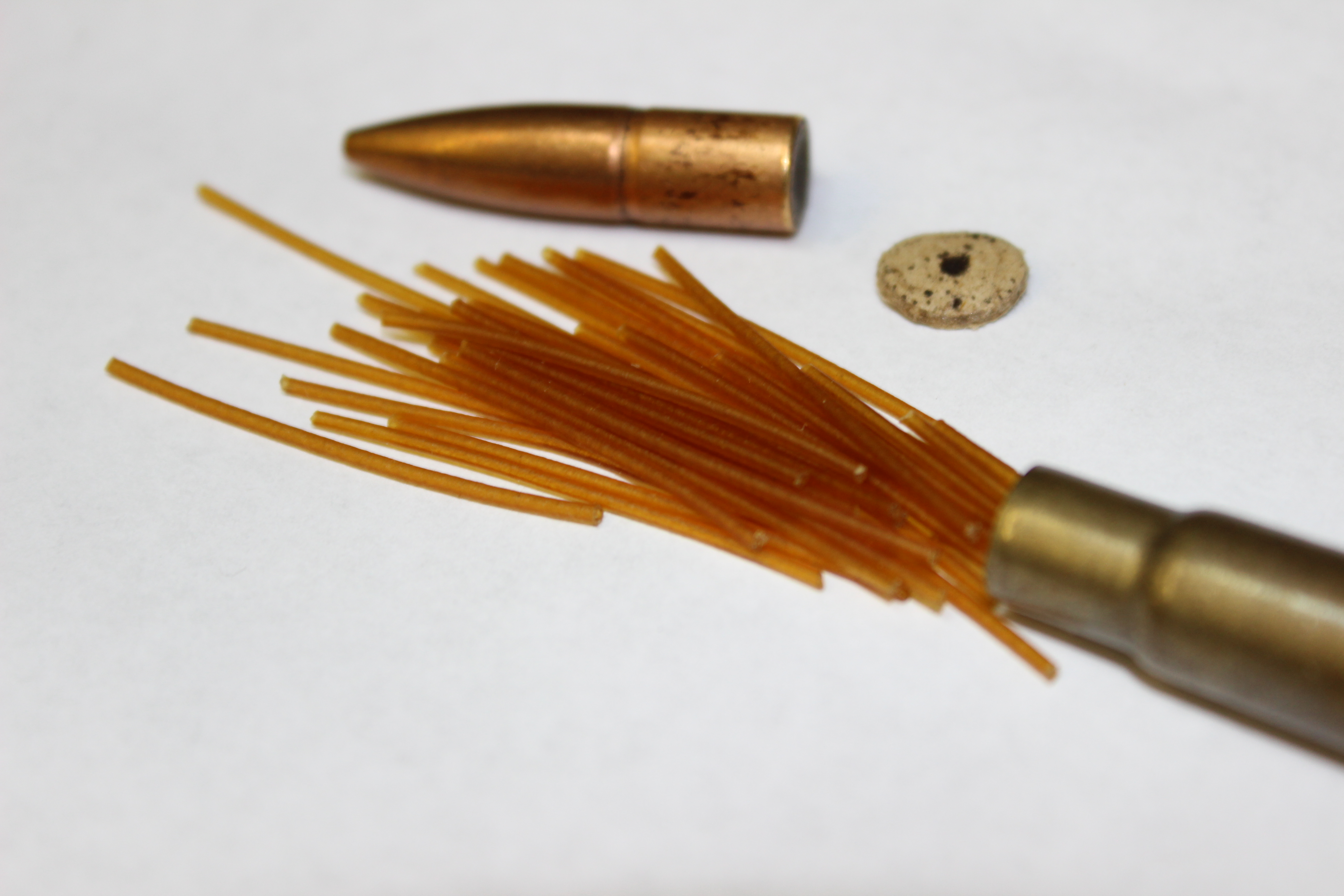
Filaments de Cordita a un cartutx de rifle (1964)

Amb el terme cordita es fa referència a un tipus de pólvora sense fum composta de nitroglicerina i cotó pólvora que es barregen amb acetona, per produir una pasta que posteriorment és premsada en forma de cordaill. La cordita va ser descoberta de forma accidental pel químic suís-alemany Christian Friedrich Schönbein (1799-1868), també responsable del descobriment de l'ozó.

## Descobriment i origen del nom

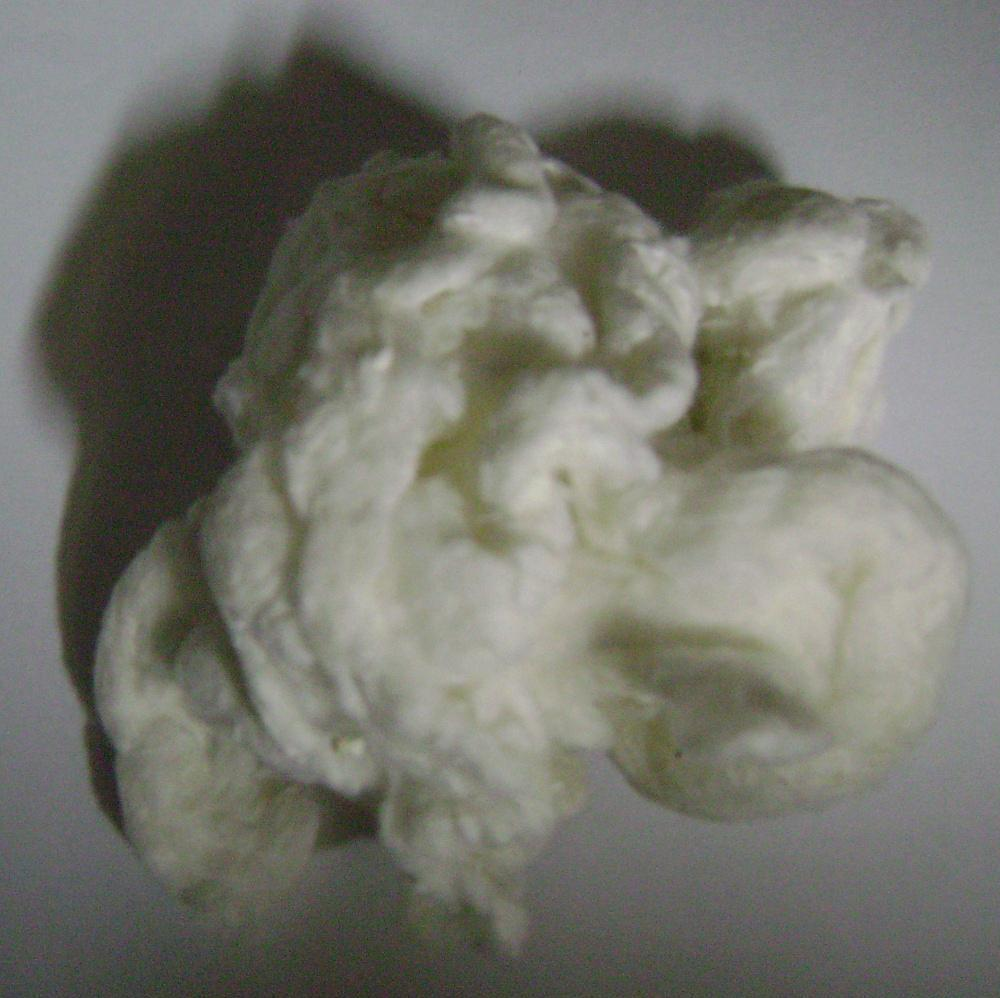
Foto d'un petit fragment de nitrocel·lulosa, que depenent del seu grau de nitració es convertirà en cotó pólvora o col·lodió.

Fent Christian Friedrich Schönbein un experiment a casa seva, l'any 1845, va vessar de forma accidental una barreja d'àcid nítric i àcid sulfúric, que va assecar posteriorment amb el davantal de cotó de la seva dona. Va penjar la peça de roba a eixugar davant l'estufa, però sense voler, un cop seca va detonar convertint-se en fum. Havia convertit la cel·lulosa del davantal en nitrocel·lulosa. Els grups nitre (procedents de l'àcid nítric) servien com una font interna d'oxigen, i la cel·lulosa, en escalfar-se, es va oxidar per complet en un instant.
Friedrich Schönbein va comprendre les possibilitats del compost. La pólvora negra ordinària explotava enmig d'un fum espès, ennegrint les armes, embrutant els canons i les armes petites, així com enfosquint el camp de batalla. La nitrocel·lulosa va fer possible la "pólvora sense fum", i pel seu potencial com a propulsor en els projectils d'artilleria va rebre el nom de cotó pólvora.
Els primers intents de fabricar cotó pólvora per a finalitats militars van fracassar, a causa del perill d'explosions en les factories. No va ser fins a 1891 quan Dewar i el químic anglès Frederick Augustus Abel (1827-1902) van aconseguir preparar una mescla segura amb el cotó pólvora com a component. Atès que la mescla podia premsar-se en forma de llargs cordills, se la va denominar cordita.

## Composició química
La cordita, que és un explosiu de doble base, està formada per seixanta-quatre parts de cotó pólvora, per trenta parts de nitroglicerina i per cinc parts de vaselina o gelea de petroli, els quals actuen com a estabilitzadors. A més a més també està composta per un 0,8% d'acetona, la qual és imprescindible per realitzar la mescla. Tots els productes generats en la reacció són gasos invisibles, excepte el vapor d'aigua que es veu quan es condensa.